# Tropomi
Tropomi é o espectrômetro que estará a bordo do satélite Sentinel 5 Precursor, parte do programa europeu de observação da terra Copernicus da Agência Espacial Europeia.
O instrumento compara o espectro eletromagnético do sol com a luz refletida pela terra, e é assim capaz de medir diversos gases da atmosfera, como ozono, dióxido de nitrogénio (NO2), dióxido de enxofre (SO2), Metanal (CH2O) e aerossóis.